# إدموند لوي
إدموند لوي (بالإنجليزية: Edmund Lowe)‏ (و. 1890 – 1971 م) هو ممثل، من الولايات المتحدة الأمريكية، ولد في سان هوزيه، كاليفورنيا، توفي في لوس أنجلوس، عن عمر يناهز 81 عاماً.
ظهر في ادوار عدة منها دور السير إيفرارد في فيلم الانتحال العظيم عام 1935

## وصلات خارجية
- إدموند لوي على موقع IMDb (الإنجليزية)
- إدموند لوي على موقع الموسوعة البريطانية (الإنجليزية)
- إدموند لوي على موقع أول موفي (الإنجليزية)
- إدموند لوي على موقع قاعدة بيانات برودواي على الإنترنت (الإنجليزية)
- إدموند لوي على موقع قاعدة بيانات الأفلام السويدية (السويدية)
- إدموند لوي على موقع إن إن دي بي (الإنجليزية)
- إدموند لوي على موقع قاعدة بيانات الفيلم (الإنجليزية)